# عمير بن الوليد
عمير بن الوليد التميمي هو والي مصر العباسي سنة 214هـ/ 829م، قُتل بعد 60 يومًا في تمرد لأهل الحوف الشرقي لمنعهم الخراج.

## سيرته
عُيِّن عمير واليًا على مصر في يوم الأحد 19 صفر سنة 214 هـ أبريل 829م من قبل أبي إسحاق المعتصم بالله عَلَى صَلاتها وخَراجها، بعد فشل الحاكم السابق عيسى بن يزيد الجلودي في هزيمة تمرد القبائل العربية في منطقة الحوف الشرقي. فجعل عَلَى شُرَطه ابنه محمد، فاستخلف محمد رجُلًا يُدعى السَّلِيل بْن رَبيعة، وسرعان ما بدأ عمير في الاستعداد لحملة ضد الحوف، وبعث بعبد اللَّه بْن حُلَيس الهِلاليّ إلى الحَوْف ليفاوض قبيلة قَيس وقبائل اليمانية، فرفضوا.
فسار إليهم عُمَير فِي جيوشه وفروضه، وتبِعه عيسى بْن يزيد الجُلُوديّ، كَانَ خروجه من الفُسطاط يوم الثلاثاء 16 ربيع الأوَّل سنة 214 هـ، واستخلف عَلَى الفُسطاط ابنه محمد، وعلى اليمانيَّة عَبْد السلام بْن أَبِي الماضي، وعلى قيس عبد الله بن حُلَيس الهِلاليّ، فالتقوا بُمنية مال اللَّه، فاقتتلوا، فقُتل من أهل الحَوْف جمع كثير، وانهزموا، فتبِعهم عُمير فِي نفرٍ من أصحابه، فعطف عَلَيْهِ كمين لأهل الحَوْف، فقتلوه باليهوديَّة يوم الثلاثاء 13 ربيع الآخر 214 هـ، قتله مُبارَك الأَسوَد مولى حُميد بْن كُوثر الحَرَشيّ. أقام محمد بْن عُمير خليفةً لأبيه عليها شهرًا. ثم ولى المعتصم بالله عيسى مرة أخرى.
قَالَ حبيب بْن أَوْس الطائيّ:
وقال سَعِيد بْن عُفَير: